# Defensine

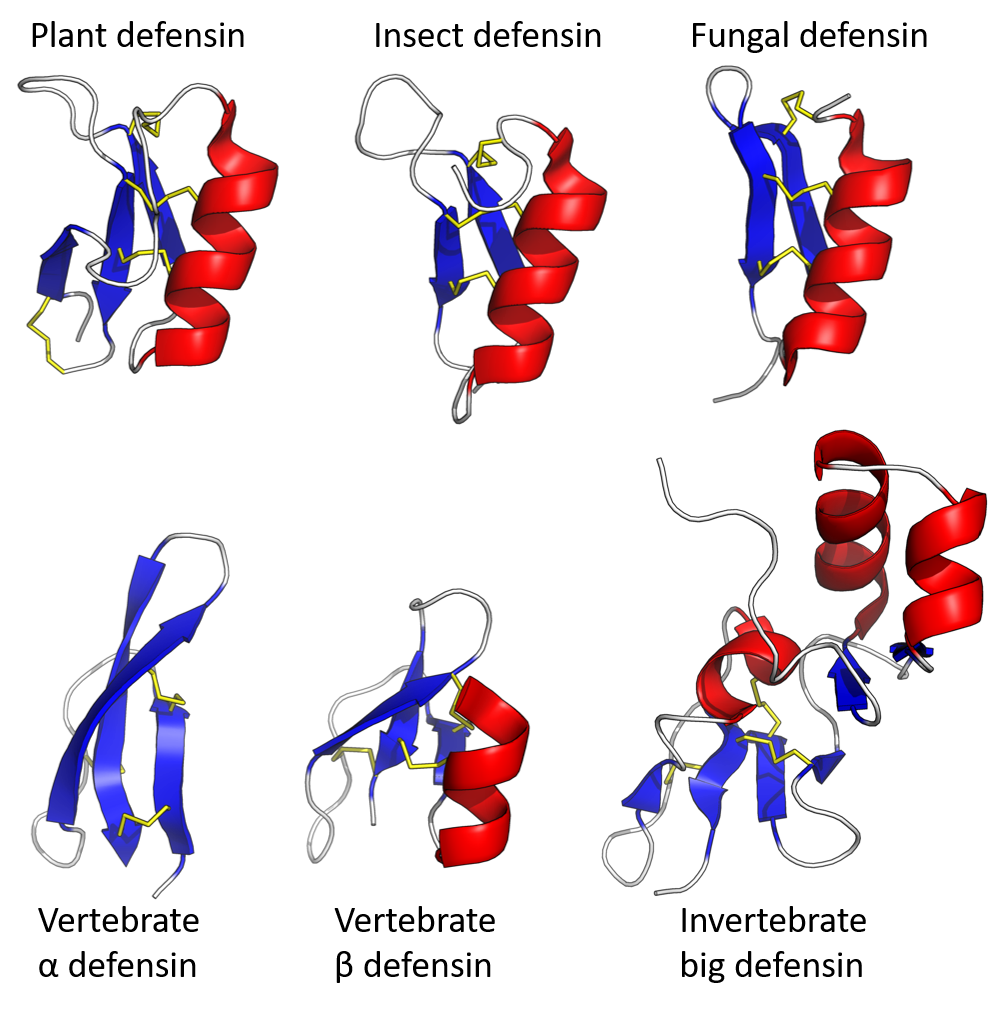
Structuur van defensines in verschillende levensvormen. Alfa-helix in rood, bèta-plaat in blauw, en zwavelbruggen in geel.

Defensinen zijn kleine, positief geladen eiwitten die een afweerfunctie vervullen bij diverse groepen eukaryoten, zoals planten, schimmels, ongewervelde en gewervelde dieren. Defensinen hebben sterke antimicrobiële eigenschappen en sommige kunnen de immuunrespons reguleren. Ze zijn actief tegen bacteriën en diverse virussen. Ze zijn meestal 18–45 aminozuren lang, zijn compact gevouwen, en bezitten een aantal sterk geconserveerde zwavelbruggen.
Defensinen zijn bij gewervelden een belangrijk direct werkend onderdeel van het aangeboren immuunsysteem. Ze worden aangemaakt door aangeboren immuuncellen en epitheelcellen. In planten en schimmels worden defensinen gevormd in verschillende weefsels. Sommige defensines zitten opgeslagen in de granulen van granulocyten, zoals neutrofielen. Andere defensinen komen voor in het extracellulaire milieu. Defensinen die direct pathogenen doden, ontwrichten vaak het microbiële celmembraan of verstoren de stofwisseling.